# Emiel Wastyn
Emiel Wastyn, né le 1er janvier 1992 à Menin, est un coureur cycliste belge, professionnel entre 2014 et 2016.

## Biographie
Emiel Wastyn est né à Menin, en Belgique et vit à Geluwe. Il a étudié à l'Université de Gand, où il combine sa carrière en cyclisme avec ses études d'ingénierie industrielle.
Il commence le sport à un jeune âge. Très vite, il se consacre au cyclisme. En 2010, il participe au championnat du monde juniors (moins de 19 ans) au service de Jasper Stuyven, qui remporte la médaille de bronze. Pendant ses études, il court au sein de l'équipe pour Jong Vlaanderen. Il rejoint Verandas Willems en 2014.
Après avoir obtenu sa maîtrise en génie industriel en 2015, il se concentre pleinement sur le cyclisme. Pour sa deuxième année chez Verandas Willems, il remporte au sprint l'Izegem Koerse devant Michael Van Staeyen et Timothy Dupont.
En 2016, il rejoint l'équipe cycliste An Post-ChainReaction. Avec sa nouvelle équipe, il sert de poisson-pilote pour ses sprinteurs. Il parvient également à se classer quatrième du Grand Prix Criquielion et à obtenir plusieurs top 10 sur l'An Post Rás. 
En 2017, il retourne en Belgique au sein du club amateur Meubelen Gaverzicht-Glascentra. Il met un terme à sa carrière à l'issue de la saison 2017.

## Palmarès
- 2014
  - 2e du Mémorial Gilbert Letêcheur
- 2015
  - Izegem Koers
  - 3e de l'Omloop van de Grensstreek